# Franciszek Maksymilian Ossoliński

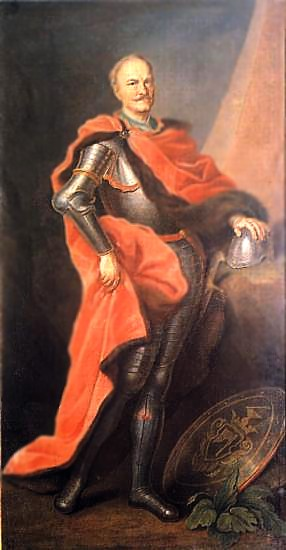
Franciszek Maksymilian Ossoliński

Graf Franciszek Maksymilian Ossoliński (* 2. April 1676; † 1. Juli 1756 in Jarville-la-Malgrange, Lothringen) war ein polnischer Graf, Politiker und Kunstsammler.

## Ämter und Politik
Er war von 1703 bis 1710 Chorąży (Banner-Träger) der damals zum litauischen Reichsteil gehörenden Stadt Drohiczyn. Er war Starost (königlicher Verwalter) von Sandomierz, Nursk, Ostrów, Drohiczyn, Chmielnik und Niepołomice. 1727 wirkte er als  Verwalter (Żupnik) der Salzbergwerke in Bochnia und Wieliczka.
Im Jahre 1713 war er Podskarbi nadworny  (Schatzmeister mit Rechtsprechungsfunktion). Als Marschall des Sejm (vom 5. Mai bis 16. November 1722) warnte er in Warschau den Sejm vor einem Untergang der Republik Polen-Litauen. Von 1729 bis 1736 war er Schatzmeister der Großen (d. h. polnischen) Krone. Obwohl er der Privatsekretär von August dem Starken gewesen war, unterstützte er 1733 die Wahl von Stanislaus I. Leszczyński zum König von Polen und befehligte dessen Streitkräfte im Polnischen Thronfolgekrieg. Nach der Kapitulation von Danzig im Jahre 1734 geriet er in russische Gefangenschaft.
Er unterstellte sich auch weiterhin nicht August III., sondern folgte 1736 Stanislaus I. Leszczyński nach Lunéville. Er wurde großer Kammerherr und Graf des Herzogtums Lothringen. Er starb am 1. Juli 1756 im Schloss La Malgrange. Sein Grab befindet sich in der Kirche Notre-Dame-de-Bonsecours in Nancy.

## Familie
Der Sohn von Maksymilian Ossoliński und Teodora Krassowska heiratete im Jahr 1706 Katarzyna Miączyńska und hatte mit ihr drei Kinder: Józef Kanty Ossoliński, Anna Ossolińska und Tomasz Ossoliński. 1732 heiratete er Katarzyna Jablonowska, die Tochter des Kanzlers Stanisław Jan Jabłonowski.
| Personendaten    | Personendaten                               |
| ---------------- | ------------------------------------------- |
| NAME             | Ossoliński, Franciszek Maksymilian          |
| KURZBESCHREIBUNG | polnischer Graf, Politiker und Kunstsammler |
| GEBURTSDATUM     | 2. April 1676                               |
| STERBEDATUM      | 1. Juli 1756                                |
| STERBEORT        | Jarville-la-Malgrange, Lothringen           |